# Leadklettern

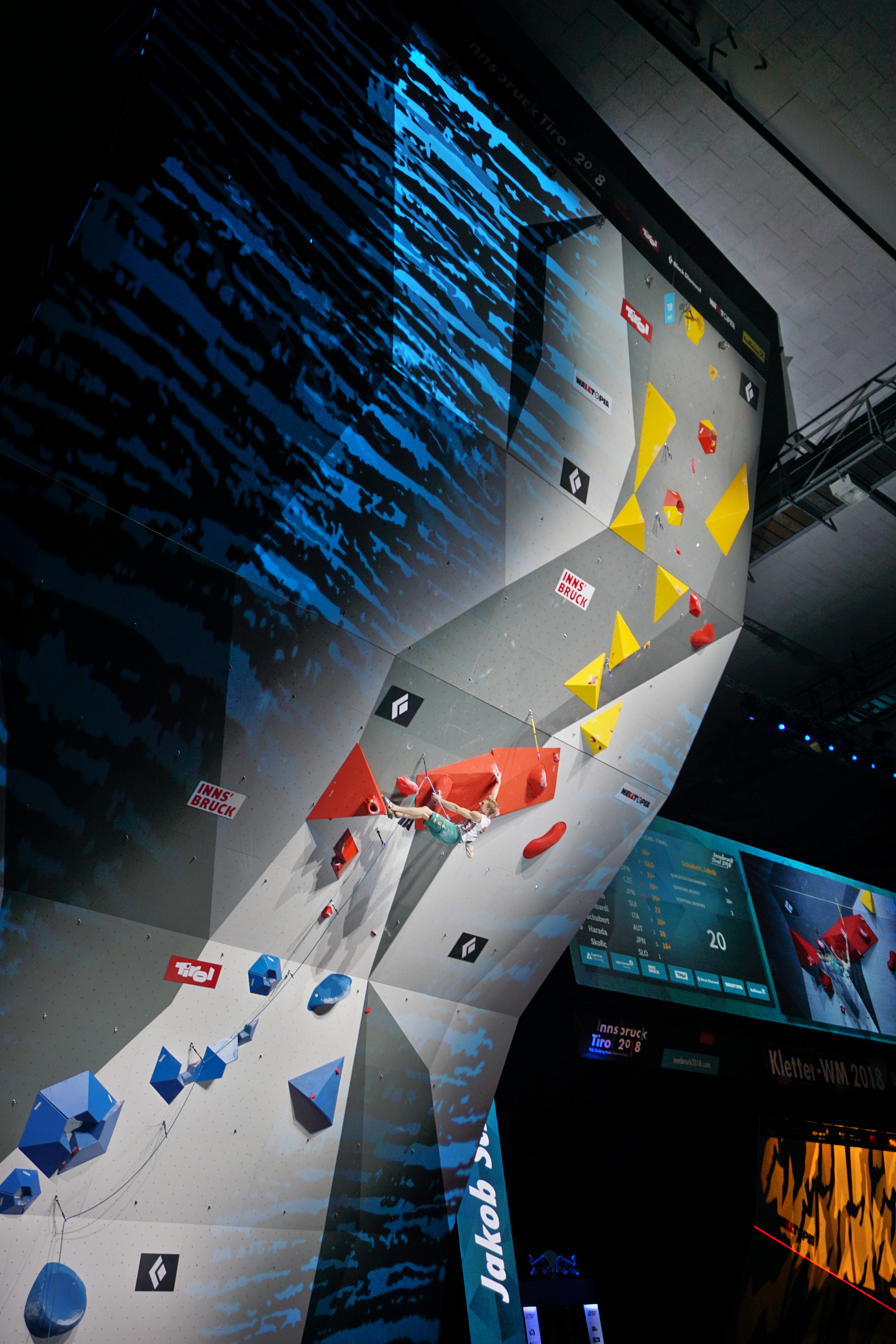
Jakob Schubert beim Leadklettern bei der Kletterweltmeisterschaft 2018 in Innsbruck

Leadklettern (von engl. lead climbing, deutsch Vorstiegsklettern, auch Schwierigkeitsklettern) ist die Wettkampfform des Vorsteigens (Führens) beim Sportklettern. Bei dem auch Lead genannten Format versuchen Athleten eine Route zu durchsteigen, dabei jede Zwischensicherung einzuhängen und die Sicherungskette nicht zu belasten.
Die offiziellen internationalen Wettkämpfe werden von der International Federation of Sport Climbing (IFSC) ausgerichtet. 2016 beschloss das IOC, das Klettern in einer olympischen Kombination für die Sommerspiele 2020 in das Programm aufzunehmen. Der Wettbewerb besteht aus Speedklettern, Bouldern und Leadklettern. Er wurde erstmals bei den Olympischen Jugend-Sommerspielen 2018 durchgeführt.
Das Format für das Klettern bei den Olympischen Sommerspielen 2024 sieht Speedklettern als eigenständige Disziplin vor. Lead und Bouldern werden als eine kombinierte Disziplin ausgetragen.

## Wettkampfregeln
Die Athleten müssen anspruchsvolle Routen von etwa 15 m bis 20 m Höhe und mindestens 3 m Breite unter Beachtung eines Zeitlimits von sechs Minuten im Vorstieg klettern. Dabei dürfen keine Zwischensicherungen ausgelassen werden.

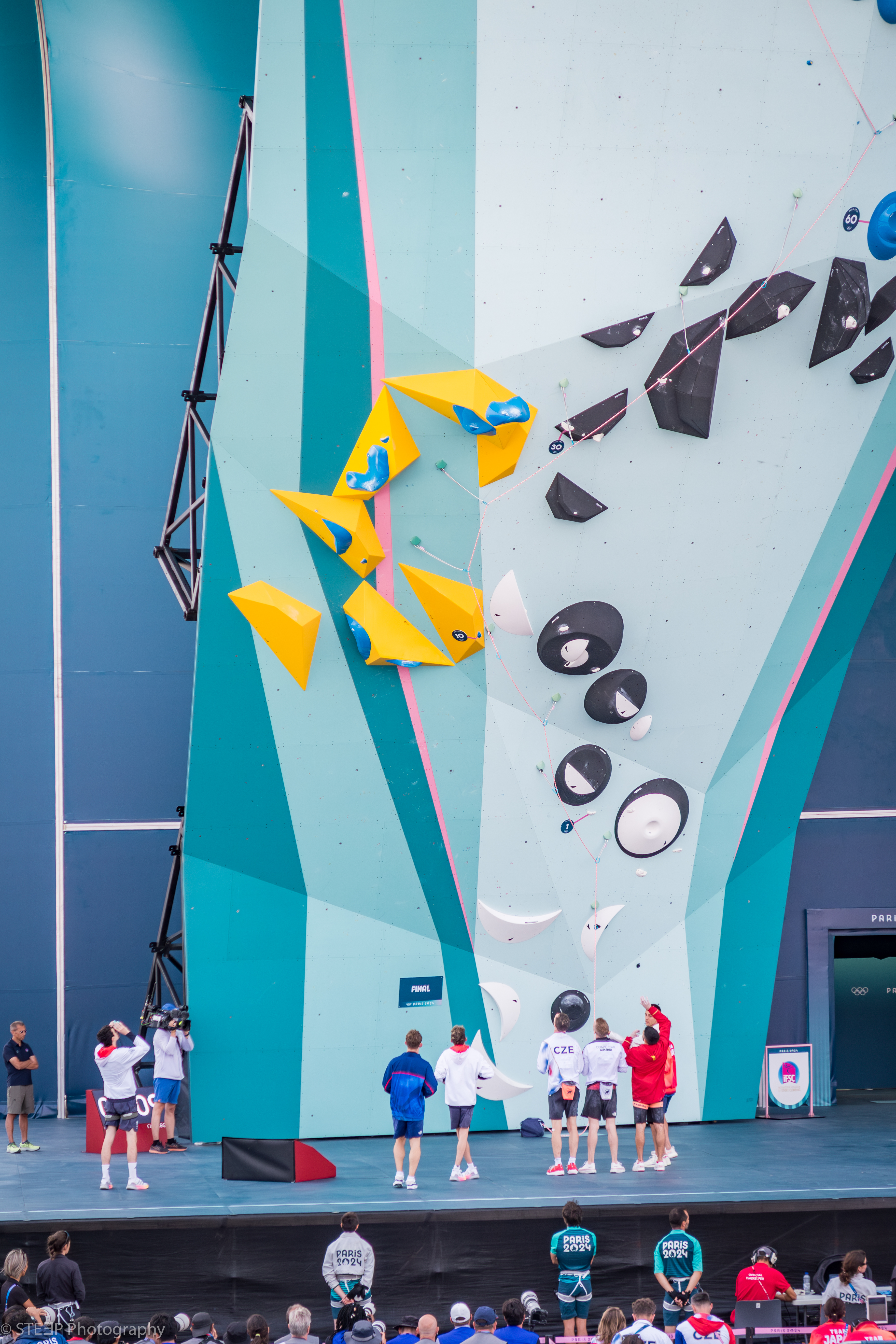
Die Finalisten des Boulder & Lead-Wettbewerbs bei den Olympischen Sommerspielen 2024 während der Beobachtungsphase. Hamish McArthur (links) benutzt ein Fernglas, um Details zu erkennen. An manchen Griffen sind Punkte angegeben, die Teil der Wertung im Boulder & Lead sind.

Internationale Wettkämpfe beinhalten normalerweise zwei Qualifikations- (Flash), eine Semifinal- (Onsight) und eine Finalroute (Onsight).
- Flash-Routen werden von den Routenbauern vorgeklettert oder per Video auf bereitgestellten Bildschirmen den Athleten demonstriert.

- Bei Onsight-Routen haben Athleten die Möglichkeit, während einer gemeinsamen sechsminütigen Beobachtungszeit die Route von unten anzusehen und die ersten Griffe der Route zu berühren, um sich Kletterzüge zu überlegen und einzuprägen. Danach müssen sie in einer Isolationszone (kurz Isolation) warten, von der aus sie die Versuche der vorangehenden Mitbewerber nicht sehen können.

Die Kletterer haben jeweils nur einen Versuch. Dieser beginnt, wenn der Kletterer den Boden verlässt, und endet, wenn der Schiedsrichter den Versuch abbricht (z. B. bei Zeitüberschreitung), der Athlet stürzt oder das Seil in den letzten Sicherungspunkt eingehängt wird. Letzteres wird als Top bezeichnet und ist die bestmögliche Wertung. Wird das Top nicht erreicht, so wird der höchste kontrollierte Griff gewertet. Wenn der Griff nicht nur kontrolliert, sondern auch genutzt wird, erfolgt eine Aufwertung. Diese wird als „+“ neben der Griffnummer notiert.
Falls zwei oder mehrere Athleten dieselbe Wertung erreichen, werden sie nach ihrer Platzierung in der Vorrunde gereiht. Sollte auch dort Gleichstand bestehen, zählt im Finale die benötigte Zeit bis zum Top bzw. Sturz; der Kletterer mit der kürzeren Zeit wird höher platziert, im Halbfinale oder der Qualifikation rücken alle betroffenen Athleten in die nächste Runde vor.

## Abweichende Regelungen für Menschen mit Behinderungen

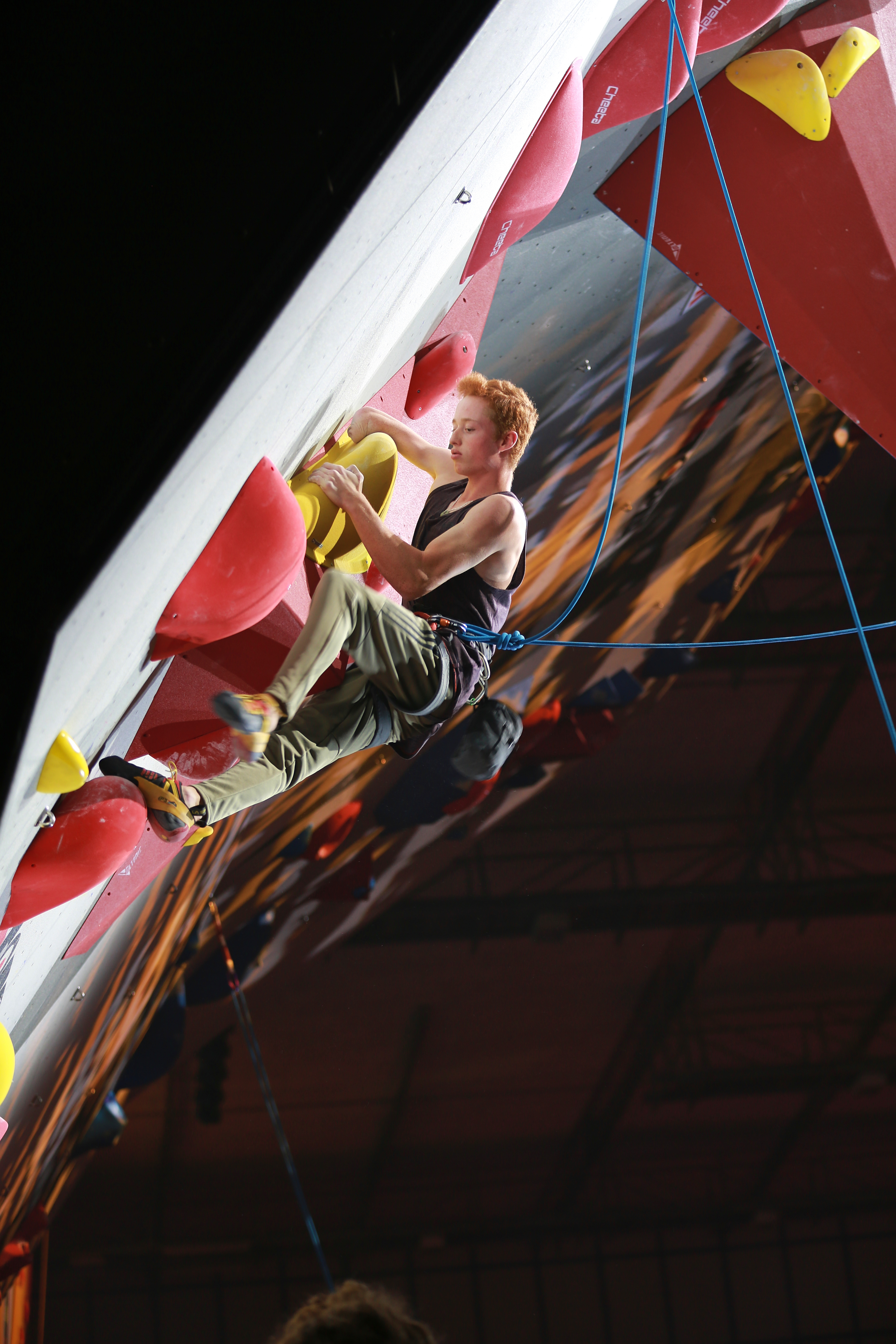
Trevor Smith klettert eine Route in der Startklasse AU2 (einseitig nicht vorhandener Unterarm).

Beim Paraclimbing klettern die Athleten aus Sicherheitsgründen nicht im Vorstieg, sondern werden mit ein oder zwei Topropes gesichert.
Bei IFSC-Wettkämpfen kann Paraklettern in Klassen für Sportler mit Amputationen der oberen (AU2, AU3) und unteren (AL1, AL2) Gliedmaßen, eingeschränkter Beweglichkeit (RP1 – RP3) und Sehbeeinträchtigungen (B1 – B3) angeboten werden.